# Матильда (фильм, 2017)
«Мати́льда» — российский художественный фильм режиссёра Алексея Учителя в жанре исторической мелодрамы. Вышел в прокат под слоганом «Тайна дома Романовых». Сценарий рассказывает об отношениях между цесаревичем Николаем Александровичем и балериной Матильдой Кшесинской.
Фильм стал предметом общественного конфликта, который происходил с ноября 2016 года до выхода картины в прокат. Элементами конфликта были обращения в Генпрокуратуру РФ, полемика вокруг фильма, попытки запрета картины, угрозы кинопрокатчикам и поджоги в ряде городов России.
Премьера фильма состоялась 23 октября 2017 года в Мариинском театре в Санкт-Петербурге, общероссийская премьера прошла 26 октября 2017 года.

## Сюжет
Москва, 1896 год. В Успенском соборе Кремля проходит коронация Николая II и его супруги Александры Фёдоровны. Внезапно в храм входит женщина в белом венчальном платье, крестящаяся при входе по западному обряду; за ней начинается погоня, но женщина проникает на хоры — в ней узнают балерину Мариинского театра Матильду Кшесинскую. Она зовёт императора — Ники и он, услышав знакомый голос, роняет поднесённую митрополитом Большую императорскую корону и падает в обморок.
Санкт-Петербург, 1890 год. Директор Императорских театров Иван Карлович ведёт просмотр новых балерин в труппу. Особое внимание у него вызывает заслуженная прима балета — итальянка Пьерина Леньяни. Но в мыслях у директора и его помощника только восходящая звезда Матильда Кшесинская.
Царское Село. На ступенях Камероновой галереи проходит фотографирование выпускниц школы балета Императорских театров. Все балерины одеты в стандартные балетные пачки и только Кшесинская в костюме Белого лебедя, чем вызывает одновременно недовольство и восхищение Ивана Карловича.
Санкт-Петербург, Мариинский театр. На сцене проходит дебютный спектакль выпускников балетной школы. Балерина Леньяни под аплодисменты зала исполняет свою партию. В Царской ложе присутствуют наследник престола — цесаревич Николай Александрович, его мать — императрица Мария Фёдоровна и двоюродный брат — великий князь Андрей Владимирович. Все ждут выступления Матильды Кшесинской, также присутствует её давний страстный поклонник — граф Воронцов. Леньяни, завидующая славе Матильды, за кулисами развязывает тесьму на костюме соперницы, желая вызвать скандал на глазах Наследника. Во время исполнения танца костюм Матильды спадает, обнажая грудь балерины, но она заканчивает партию и убегает за сцену под всеобщий восторг. Николай, неожиданно для себя, попадает под магию взгляда балерины, влюбляется в неё и князь Андрей.
1893 год. Царский поезд, увенчанный бело-сине-красными флагами (данный флаг стал национальным только в 1896 г.), несётся по железнодорожный путям. Император Александр III показывает сыну фотографии балерин и особо выделяет Кшесинскую, отмечая, что именно такая жена нужна Николаю, а не «та немка», которой наследник пишет письмо. Николай отвечает отцу, что его будущую невесту зовут Аликс и он, как наследник престола, всегда должен быть готов взойти на него вместе с супругой. Александр замечает: «Рано ещё меня хоронить», а Мария Фёдоровна упрекает супруга в том, что он показывает Николаю балерин. Неожиданно поезд резко затормозил из-за застрявшей на переезде повозки крестьянина, происходит его крушение. Позволяя своей семье выбраться наружу, Александр на протяжении долгого времени держит упавшую крышу вагона, после чего теряет силы и падает без сознания. Шеф сыскной полиции Власов проникает внутрь поезда и обнаруживает императора живым, но его здоровье уже подорвано.
Царское Село. Наследник и князь Андрей присутствуют на конных соревнованиях, среди зрителей находится и Матильда. Балерине оказывают внимание сидящие рядом князья, однако она не отвечает им взаимностью. Князь Андрей спрашивает у своего двоюродного брата, что бы он подарил Матильде, и неожиданно понимает, что сам Николай тоже сегодня намерен устроить ей свидание. Матильда в сопровождении охраны цесаревича отправляется в его палатку, эту сцену случайно видит победивший в соревнованиях Воронцов. Николай дарит Матильде колье, украшенное драгоценными камнями, отмечая при этом, что их отношения не выйдут за рамки этой встречи. Матильда отказывается от украшения, заявляя Николаю: «Это Вы никогда не сможете забыть меня, будете ревновать и искать встречи», и отвергает ухаживания наследника. В этот момент в палатку врывается разъярённый Воронцов и со словами «Ты украл мой поцелуй!!!» нападает на цесаревича. Его хватает охрана и, несмотря на приказ Николая помиловать Воронцова, её шеф Власов передаёт задержанного немецкому врачу-психиатру Фишелю, чтобы тот с помощью своих новых методов (включающих в себя и погружение испытуемого в транс) доказал, что Воронцов и Кшесинская готовили покушение на наследника.
Мариинский театр. Движимый влечением, Николай проникает в гримёрку Матильды, где застаёт полуобнажённую балерину в смятении. Она заявляет, что все считают её любовницей цесаревича. Николай приглашает Матильду на бал, посвящённый его дню рождения, на что Матильда отвечает, что негоже балерине приходить на такое мероприятие, пусть она и является потомком княгини Красинской и наследницей польского престола, и напоминает, что у Николая есть невеста. Наследник отвечает, что, хотя его и торопят с венчанием из-за желания тяжелобольного после крушения поезда отца дать личное благословение браку, у него есть время «подумать» до Нового года, и просит Матильду называть его «Ники», после чего между наследником и балериной возникает страсть. Эту сцену случайно видит Иван Карлович, он не пускает помощников к Матильде, таким образом сохраняя спокойствие влюблённых.
Петергоф. Николай и Матильда катаются на воздушном шаре, после чего предаются любви в апартаментах наследника. Мария Фёдоровна стучится в опочивальню сына, но в постели Николая обнаруживает лишь обнажённую Матильду, прикрывающуюся мантией, отороченной горностаевым мехом. Императрица заявляет балерине: «Надеюсь, мой сын получил от вас всё, что хотел, и теперь мы увидим вас только на сцене», но Николай, слышавший разговор, требует, чтобы Матильда вышла вместе с ним. Он, к недовольству матери, представляет Матильду гостям и лично отцу, прикованному к инвалидной коляске, называя её княгиней Красинской. Александр III требует от Матильды подойти к нему, берёт за руку и говорит ей: «Это с виду он такой взрослый, на самом же деле он большой ребёнок. Я так мало успел для него сделать. Береги его», после чего просит супругу увезти его.
Александр III умирает(), Николай становится правителем России, но государственные дела тяготят его, а беспокоит только любовь к Матильде. Воспитатель наследника, обер-прокурор Синода Константин Победоносцев, говорит Николаю: «Видно, плохо я тебя учил, ты имеешь право на всё, кроме любви» и напоминает о скором приезде из Германии его невесты. С венчанием и последующей коронацией торопит сына и Мария Фёдоровна, требуя «забыть о балете» и вернуть письма, в которых он обещал Матильде жениться на ней. Николай отказывается, говоря, что ему надо подумать. Императрица намерена действовать решительно.
Иван Карлович сообщает своим подопечным радостную новость: траур по умершему государю отменили и в Москве намечаются торжества по случаю венчания Николая Александровича и Алисы Гессен-Дармштадтской и их коронации. В честь этих событий балетная труппа будет выступать на сцене Большого театра с новым балетом Рикардо Дриго «Жемчужина», главная роль невесты в котором предназначена приме Леньяни. Присутствующая в зале Матильда, для которой новость о будущей свадьбе Ники стала ударом, требует себе главную партию, на что Иван Карлович соглашается, ставя балерине условие: она должна будет сделать 32 фуэте.
Шеф Власов встречается с Матильдой и требует от неё вернуть письма Николая II и забыть о нём. После совместной ночи Матильда упрекает Николая II в том, что он не сказал ей лично, что траур отменен и он женится. Николай II обещает ей "сделать всё, чтобы ты стала моей невестой". 
Доктор Фишель проводит спиритической сеанс для Николая II и Алекс и вызывает дух Александра III. Алекс говорит, что "ради Ники она принесла огромную жертву - приняла православие". Николай II не успевает ничего сказать духу отца, сеанс грубо прерывает вдовствующая Императрица Мария Федоровна. Алекс уезжает из дворца вместе с Фишелем на мопеде, доктор зовёт её прийти к нему в тайне, чтобы он мог узнать её будущее. 
Николай II просит князя Андрея найти доказательства того, что у Матильды есть права на титул и польский трон. В архиве работают князь Андрей вместе с Матильдой. Князь предлагает ей уехать в Париж, но Матильда отказывает ему, т.к. он не может жениться на ней. Князь Андрей говорит, что на месте Николая II отказался бы от престола ради жизни с Матильдой. 
Встреча доктора Фишеля с Алекс, на которой тот говорит, что Матильда является угрозой счастью Алекс. 
Матильда обнаруживает, что кто-то провел обыск в её квартире (вероятно, шеф Власов искал письма Николая II). Алекс обнаруживает, что у Николая II роман с Матильдой. 
Доктор Фишель пытает Воронцова, имитируя утопление, пытаясь понять, почему он зациклился на Матильде. Шеф Власов говорит, что готов уничтожить Матильду, "если она не оставит ему выбора". Воронцов нападает на доктора Фишеля и  борется с ним в резервуаре с водой. Параллельным монтажом показывают кадры, как Матильда тренируется делать 32 фуэте. Её тренировку прерывает Алекс, у них происходит ссора. Алекс украдкой забирает испачканную кровью пуанту Матильды для доктора Фишеля (и его сверхъестественных ритуалов). Придя к Фишелю Алекс обнаруживает его мёртвым. 
Матильда и Николай II целуются перед поездом. Николай II уезжает на коронацию в Москву, крича "Ещё не всё! Слышишь?! Ещё не всё!". Матильда также едет в Москву вместе с князем Андреем. 
Князь Андрей привозит Матильду к Николаю II во дворец, они занимаются любовью в оранжерее. Николай II говорит, что Матильде стоит остаться в Москве, и показывает ей театр, который он построил специально для неё. Матильда упрекает Николая II, требует от него отказаться от престола на коронации. Матильда убегает к выходу из дворца, на глазах у Николая II целует князя Андрея, и говорит "Благословите нас, Ваше Величество". За этой сценой тайно наблюдает Воронцов. 
Репетиция коронации. Алекс и Мария Фёдоровна ссорятся. Николай II признается матери, что "хочет все остановить" и что "ему кажется, что не будет счастлив". Мария Фёдоровна отвечает, что коронацию можно отменить только в случае смерти Николая II и что её собственный брак с Александром III был изначально политическим, но в итоге стал счастливым. 
Николай II впервые в России демонстрирует синематографическую картину. Среди публики князь Андрей и Матильда, она возвращает Николаю II его письма. Шеф Власов угрожает Матильде и запрещает ей танцевать на коронации. 
Большой театр. В честь коронации Николая II показывают балет "Жемчужина", в главной роли Невесты г-жа Леньяни. В гримерку пробирается Матильда, одевает серебряную полумаску и пытается выйти на сцену. Её ловят балетмейстер Иван Карлович и шеф Власов, но Иван Карлович отпускает Матильду и говорит ей идти на сцену. На сцене Матильда и Леньяни танцуют одновременно легендарные 32 фуэтэ, Матильда падает и уходит со сцены. 
Позже Николай II находит Матильду на сцене, где она объясняет ученицам, как выполнить 32 фуэте (секрет в том, что необходимо смотреть в одну точку). Николай II обещает Матильде, что они никогда не расстанутся, а Матильда демонстрирует ему 32 фуэте. Их прерывает Алекс, она в царской ложе, хлопает Матильде и кричит "Браво!". 
Николай II в гражданской одежде и с саквояжем уходит из дворца. Матильда тоже собирает вещи, но к ней вламывается Воронцов. Воронцов упрекает Матильду в холодности и обвиняет в своих бедах (ради неё он бросил свою невесту, та повесилась, а он ушёл на войну). Воронцов силой увозит Матильду из дворца на пароме. На пароме вспыхивает пожар, который подстроили по приказу шефа Власов - и похищение, и пожар, и дальнейший взрыв парома (в котором гибнет Воронцов) план Власова. Однако Матильда выживает: её сталкивает с парома сам Воронцов, а из воды спасает шеф Власов, т.к. он "человек милосердный" (по собственному признанию) и просит её исчезнуть. 
Николай II думает, что Матильда погибла. Он переосмысливает своё отношение к Алекс, вспоминайте как впервые её встретил. 
Коронация Николая II 14 мая 1896 года (26 мая по григорианскому календарю). Николай II и Александра Фёдоровна идут к помосту. В то же время к Ходынскому полю идёт толпа людей, чтобы получить бесплатное угощение. Кадры давки на Ходынском поле и коронации чередуются. Повторяется сцена из начала фильма, где девушка в наряде невесты (Матильда) бежит на хоры и кричит "Ники!". Николай II теряет сознание и падает. В мечтах Николай II идёт к Матильде и целует её при всех, в реальности он встает и продолжает коронацию.
В реальности давка на Ходынском поле произошла 18 мая 1896 года (30 мая по григорианскому календарю), через четыре дня после коронации. 
Николай II в сопровождении шефа Власова идёт по Ходынскому полю и видит последствия давки. Он распоряжаться наказать виновных, выдать по 500 р. серебром семьям погибшим за счёт Императора и похоронить всех в гробах, а не в братской могиле. Потом Николай II лично запускает салют, встаёт на колени, креститься и смотрит на Ходынское поле с помоста.
Николай II и Александра Фёдоровна вместе молятся.
Далее следуют титры, в которых приводится историческая справка о последующей жизни всех главных героев. 

## В ролях
| Актёр                  | Роль                                                        |
| ---------------------- | ----------------------------------------------------------- |
| Михалина Ольшаньская   | балерина Матильда Кшесинская (озвучивает Таисия Вилкова)    |
| Ларс Айдингер          | цесаревич Николай Александрович (озвучивает Максим Матвеев) |
| Луиза Вольфрам         | принцесса Алиса Гессен-Дармштадтская                        |
| Данила Козловский      | граф Воронцов                                               |
| Ингеборга Дапкунайте   | императрица Мария Фёдоровна                                 |
| Сергей Гармаш          | император Александр III                                     |
| Евгений Миронов        | директор Императорских театров Иван Карлович                |
| Григорий Добрыгин      | великий князь Андрей Владимирович                           |
| Галина Тюнина          | великая княгиня Мария Павловна                              |
| Виталий Коваленко      | великий князь Владимир Александрович                        |
| Кирилл Горбунов        | великий князь Георгий Александрович                         |
| Виталий Кищенко        | начальник сыскной полиции Власов                            |
| Томас Остермайер       | врач-психиатр Фишель                                        |
| Сара Штерн             | балерина Пьерина Леньяни                                    |
| Константин Желдин      | обер-прокурор Святейшего Синода Константин Победоносцев     |
| Александр Удальцов     | молодой Колчак                                              |
| Александра Серебрякова | балерина Карсавина                                          |

## Создание

### Съёмочная группа
- Автор сценария: Александр Терехов с участием Майкла Катимса
- Режиссёр: Алексей Учитель
- Композитор: Марко Белтрами
- Оператор: Юрий Клименко
- Художники-постановщики: Елена Жукова, Вера Зелинская, Павел Земьянский
- Художники по костюмам: Надежда Васильева, Ольга Михайлова
- Звукорежиссёр: Кирилл Василенко
- Хореограф: Алексей Мирошниченко
- Музыкальный руководитель: Валерий Гергиев

### Бюджет
Бюджет фильма составил 25 миллионов долларов, большая часть из которых была израсходована на декорации и костюмы. Проект был реализован при поддержке государственного Фонда кино исключительно на российские финансовые средства. Из затраченных на фильм 814 миллионов рублей госсубсидии составили 280 миллионов рублей.

### Сценарий
Работа над фильмом началась ещё в 2010 году.
В разработке сценария принимали участие более десяти сценаристов, в том числе из США и Франции. В итоге автором стал писатель Александр Терехов, работающий в жанре мокументари и являющийся лауреатом премий «Большая книга» и «Национальный бестселлер». Жанр фильма был обозначен как историческая мелодрама.
Сценарий получил отрицательные отзывы профессиональных историков Сергея Карпова и Сергея Мироненко как практически не связанный с реальными событиями. Хотя романтические отношения наследника и балерины действительно имели место (расхождения касаются вопроса, были ли они исключительно платоническими), однако после свадьбы Николая II и Александры Фёдоровны прекратились. При этом Сергей Мироненко охарактеризовал сценарий как «выдающееся произведение, но со знаком минус».

### Подбор актёров
Роль балерины Матильды Кшесинской первоначально была предложена британской актрисе Кире Найтли, которой сценарий очень понравился. Но съёмки были отложены на полгода, и за это время актриса забеременела. По словам Учителя, были рассмотрены кандидатуры 300 претенденток на заглавную роль. Однажды ему позвонил директор Варшавского кинофестиваля и предложил посмотреть молодую выпускницу театральной академии Михалину Ольшаньскую; в Польше она стала известна, когда в 14 лет сочинила книгу, ставшую бестселлером, и записала диск с русскими песнями. Во время проб Ольшаньская поразила съёмочную группу своей энергией и эмоциональной игрой, и уже после второго дубля ей было предложено подписать контракт. По его условиям, имя исполнительницы заглавной роли держалось в тайне вплоть до появления первого трейлера.
На роль немецкой принцессы Алисы Гессен-Дармштадтской (императрицы Александры Фёдоровны) Учитель выбрал немецкую театральную актрису Луизу Вольфрам, которую он увидел во время гастролей берлинского театра «Шаубюне» в России.
Партнёра Луизы Вольфрам по театру, Ларса Айдингера, Учитель решил пригласить на роль врача-психиатра Фишеля. Но когда Айдингер приехал на пробы и ему наложили грим с бородой, съёмочная бригада была настолько поражена его сходством с Николаем II, что в итоге ему была предложена роль цесаревича, ранее обещанную Даниле Козловскому. Учителю не хотелось терять Козловского и он предложил ему новую роль полувымышленного персонажа: влюбленного в Кшесинскую офицера Воронцова. Козловский был очень обижен, но в конце концов согласился.
Помимо принёсших ему известность театральных ролей Гамлета и Ричарда III в шекспировских пьесах, 40-летний Ларс Айдингер уже снимался в немецких мелодрамах «Все остальные» (2009) и «Всё, что останется» (2012), в британской исторической картине «Гольциус и Пеликанья компания» (2012) и французском триллере «Персональный покупатель» (2016).
В кадре появляется преимущественно паровоз Ов324 1905 года постройки.

### Съёмки

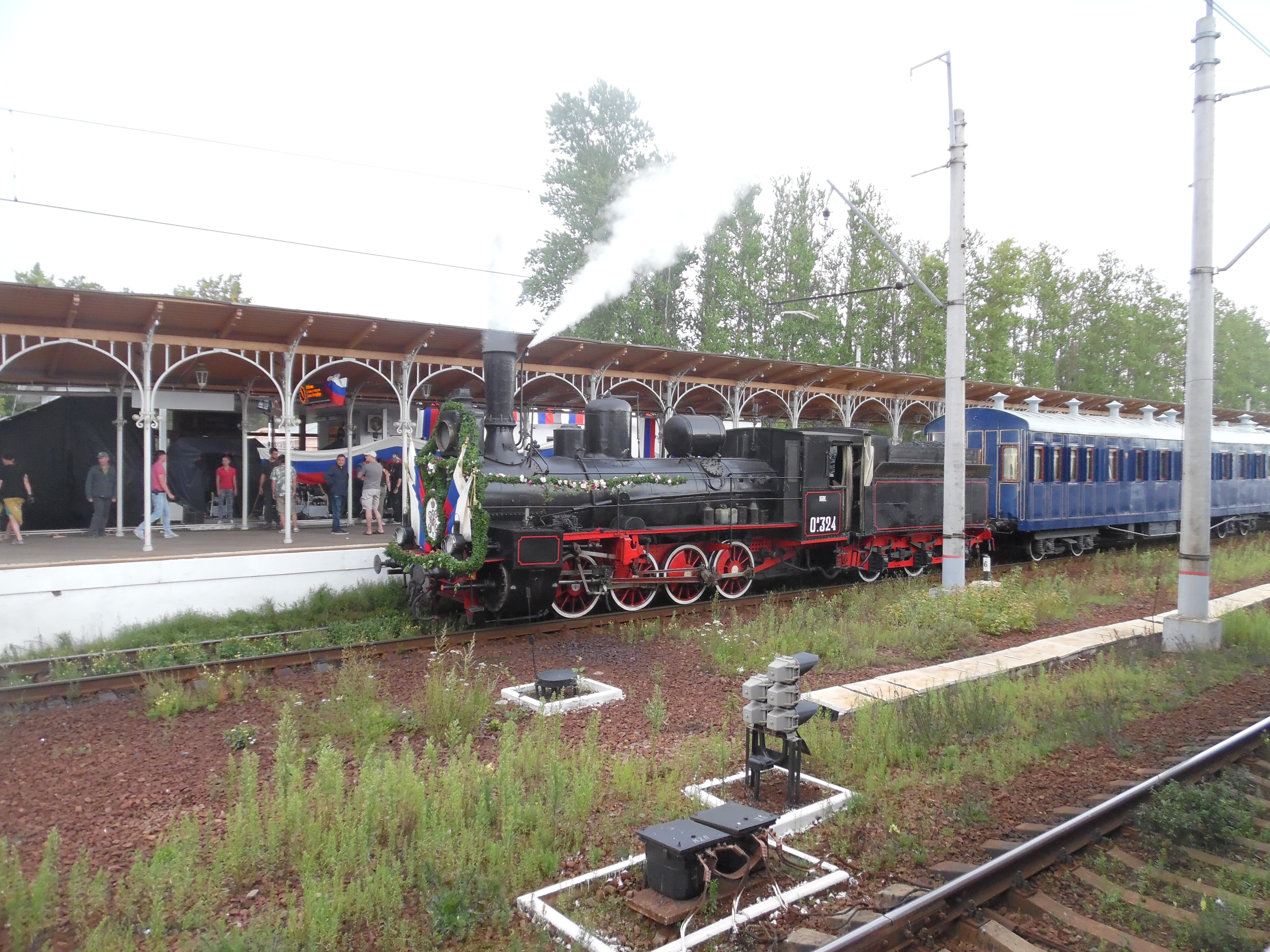
Съёмка сцены прибытия императорского поезда (станция Новый Петергоф)

Студия «Рок» Алексея Учителя начала съёмки фильма в июне 2014 года. Согласно графику, съёмки проходили в несколько этапов из-за занятости исполнителей в других фильмах и ожидания натуры.
Съёмки проходили в Большом Екатерининском и в Александровском дворцах в Царском Селе, а также во Дворце Юсуповых, Елагином дворце и в Мариинском театре в Санкт-Петербурге. Декорации к фильму были замечены на форте Шанц в Кронштадте 25 июля 2015 года. Кроме того, для этого фильма были построены декорации Успенского собора Кремля площадью 36 на 36 метров (а съёмки в самом соборе не велись, поскольку съёмочной группе не было выделено достаточно времени для работы), Дворца на Речном понтоне и интерьеры вагонов Императорского железнодорожного состава.
Для картины был частично восстановлен (хореография, костюмы, декорации) эпизод коронационного балета. Съёмки балетных сцен фильма «Матильда» проходили в Мариинском и Большом театрах. В Большом несколько дней, а в Мариинском — больше недели.
Для фильма было изготовлено 5000 костюмов, на создание которых ушло свыше 17 тонн ткани. Актёры фильма подписали договор о неразглашении хода съёмочного процесса.

### Музыка
Музыку американского композитора Марко Белтрами для фильма записал Симфонический оркестр Мариинского театра под управлением Валерия Гергиева, который также является музыкальным продюсером кинофильма.

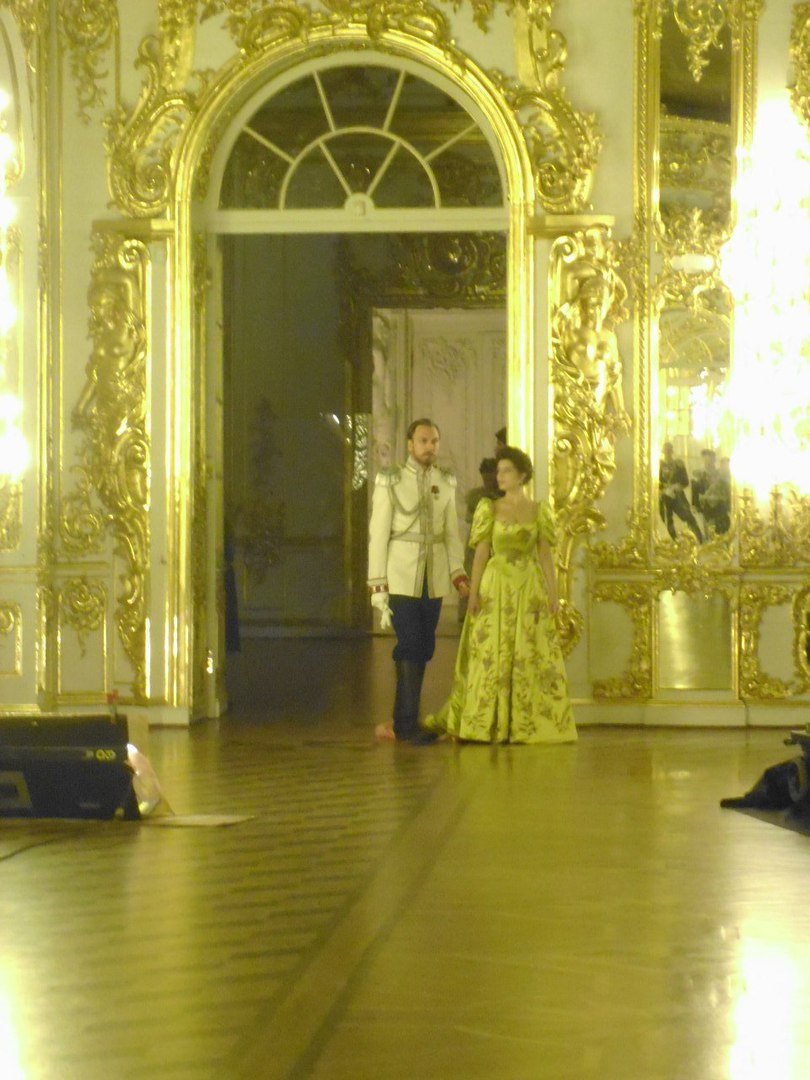
Съёмки фильма «Матильда»

| №  | Название композиции           | Время |
| -- | ----------------------------- | ----- |
| 1  | Twilight of the Empire        | 3:55  |
| 2  | Mathilde and the Balloon Ride | 2:55  |
| 3  | Church Chase and Train Crash  | 3:17  |
| 4  | Exposed                       | 3:17  |
| 5  | Obstacle Course               | 2:15  |
| 6  | Séance                        | 2:22  |
| 7  | Fisсhel’s Holograph           | 1:47  |
| 8  | Tent Attack                   | 2:10  |
| 9  | To Moscow                     | 1:50  |
| 10 | Train Kiss                    | 2:00  |
| 11 | Bear Attack                   | 2:30  |
| 12 | Dance Fight                   | 3:05  |
| 13 | Dress Reversal                | 1:41  |
| 14 | Gassing the Raft              | 5:03  |
| 15 | Tent Neckless                 | 2:20  |
| 16 | Running Away                  | 2:03  |
| 17 | The Fall                      | 1:45  |
| 18 | Coronation                    | 2:10  |
| 19 | Happiness                     | 2:35  |
| 20 | Dark Coronation               | 2:53  |
| 21 | Dream Kiss                    | 3:52  |
| 22 | End Credits                   | 2:13  |
| 23 | Mathilde’s Theme              | 2:25  |

### Консультанты
По словам режиссёра, на съёмках присутствовали научный и исторический консультанты, а также консультант по церковным таинствам.
Ответственный секретарь Патриаршего совета по культуре Тихон (Шевкунов) отказался стать консультантом фильма, получив от Алексея Учителя соответствующее предложение в момент, когда фильм был почти готов. Комментируя события, епископ Тихон высказал мнение, что была нарушена надлежащая последовательность действий, при которой заявка консультантам предшествует разработке сценария.

## Прокат

### Подготовка к прокату
Первый трейлер фильма был выпущен в апреле 2016 года. Выход фильма в прокат был намечен на 30 марта 2017 года, но затем перенесён на 26 октября. По словам представителя компании-прокатчика, это было сделано для уменьшения конкуренции с голливудскими фильмами и не связано с обращениями в Генпрокуратуру с просьбой провести проверку фильма.

### Прокатное удостоверение
10 августа 2017 года Министерство культуры выдало фильму прокатное удостоверение категории «16+».
5 октября 2017 года после закрытого показа и обсуждения фильма Общественным советом министр культуры Владимир Мединский, отвечая на поступивший депутатский запрос о необходимости созвать общественный совет и рассмотреть отзыв прокатного удостоверения фильма, заявил, что законных оснований для подобных действий нет.

### Премьера
Предпремьерный показ фильма впервые в России прошёл 11 сентября 2017 года во Владивостоке одновременно в четырёх залах кинотеатра «Иллюзион центр». При этом были предприняты беспрецедентные меры безопасности. В частности, зрителей проверяли охранники с металлоискателями, а в кинозалах присутствовали сотрудники службы безопасности. Режиссёр перед началом киносеанса пообщался со зрителями в каждом из четырёх залов.
В Новосибирске предпремьерный показ фильма «Матильда» в кинотеатре «Люксор» прошёл 22 сентября 2017 года в 18:00 одновременно с предвыборным митингом оппозиционера Алексея Навального. Режиссёр не смог приехать на предпремьерный показ, но записал видеоролик с обращением к зрителям. Были приняты особые меры безопасности, так как в адрес кинотеатра поступали письма с угрозами. Кинозрители, пришедшие на фильм, проходили через рамки, перед входом в зал находились кинологи с собаками. Трём неизвестным всё же удалось пройти в кинотеатр, где они развернули плакаты «Учитель плохому научит» и «Осторожно, высокая концентрация безумия!».
Премьера фильма состоялась 23 октября 2017 года в Мариинском театре в Санкт-Петербурге, на сцене которого танцевала Матильда Кшесинская. Московская премьера прошла 24 октября в кинотеатре «Октябрь».
В общероссийский прокат фильм вышел 26 октября 2017 года.

### Отказ от проката
- В августе 2017 года стало известно об отказе показывать фильм в Ингушетии. Об этом через своего представителя сообщил единственный кинопрокатчик Ингушетии кинотеатр «Дружба», пояснив, что фильм не будет показан из-за наличия сцен, оскорбляющих «религиозные чувства верующих, к какой бы конфессии они ни относились»[39]. Кроме того, поступила информация о возможных ограничениях проката в Татарстане и Кабардино-Балкарии (в виде отказа от проката со стороны части кинопрокатчиков)[40].
- 8 сентября 2017 года поступила информация о том, что по неуказанным причинам от показа фильма отказались все муниципальные кинотеатры Кемеровской области, общим числом 88. Всего в области 109 учреждений кинематографа[41].
- 12 сентября 2017 года стало известно, что объединённая сеть кинотеатров «Синема парк» и «Формула кино» отказалась от показа картины Алексея Учителя по соображениям безопасности[42], однако 13 октября сеть сообщила, что фильм всё же выйдет на её экраны благодаря тому, что проблемы с обеспечением безопасности решены[43][44].
- В октябре 2017 года появилась информация о том, что государственное бюджетное учреждение культуры Тверской области «Тверьгосфильмфонд» не будет производить закупку и прокат фильма. Причиной названа «неоднозначность ситуации», сложившейся вокруг фильма[45].

### Финансовый провал
По мнению экспертов, высказанному в сентябре 2017 года, для окупаемости фильму необходимо было собрать около 1,7 млрд рублей.
Фактические сборы по состоянию на конец октября 2017 года не оправдали ожиданий министра культуры Мединского и режиссёра фильма Учителя. Кинокритик Сергей Шолохов объяснил низкие сборы отказом федеральных каналов показывать рекламу и скандалом, который создал «неприятное информационное поле»:

…для публики продвинутой все высказывания Поклонской — это вполне реклама, а для обывателя — антиреклама.
В 2019 году было опубликовано исследование, которое показало, что при бюджете в 1,5 млрд руб. «Матильда» собрала 537 млн руб., показав убыток в 1,28 млрд руб. Таким образом, «Матильда» стала самым убыточным фильмом, поддержанным Фондом кино.

### Международный прокат
В Казахстане фильм был допущен к прокату. 26 сентября 2017 года в Астане прошёл предварительный показ фильма для сотрудников Министерства культуры и спорта и экспертов Министерства по делам религий и гражданского общества Казахстана. Чиновники, посмотрев фильм, оценили его не только как зрители, но и как специалисты. В итоге было выдано прокатное удостоверение с возрастным рейтингом «16+».

## Мини-сериал
В ноябре 2017 года Алексей Учитель заявил о планах расширить фильм до трехсерийного сериала. Общий хронометраж серий составил более трёх часов. По словам режиссёра, в сериале будут расширены сюжетные линии второстепенных героев. Премьера сериала состоялась 1 октября 2019 года.
Телеверсия вышла под названием «Коронация» (4-серийный мини-сериал, каждая серия по 40 мин).

## Полемика
Скандал вокруг фильма с призывами к его запрету разгорелся в ноябре 2016 года.
Как полагает епископ Тихон (Шевкунов), причиной массовых протестов стало восприятие трейлера фильма как искажения исторической правды. В частности, трейлер создаёт впечатление, что ключевым элементом сюжета является «любовный треугольник», «вершинами» которого становятся Николай II, Александра Фëдоровна и её соперница Матильда Кшесинская. Согласно более резким оценкам, дело не только в исторической недостоверности, но и в оскорблении религиозных чувств: такого мнения, среди прочих, придерживается депутат Госдумы Наталья Поклонская.
Критике подвергли и сценарий: историки Сергей Карпов и Сергей Мироненко считают его практически не связанным с реальными событиями, если не брать имён героев и романтических отношений наследника и балерины, которые после свадьбы Николая II не могли иметь никакого продолжения.
Историк Пётр Мультатули также дал весьма негативную оценку сценарию и трейлерам фильма, указав на многочисленные исторические несоответствия: недостоверные детали, полностью придуманные эпизоды, наличие фантастических (никогда не существовавших) персонажей, неправдоподобные «в смысле культуры и оборотов речи» диалоги, искажённую хронологию событий и многое другое.
Режиссёр Алексей Учитель наличие «любовного треугольника» отрицает — как в жизни, так и в кино:

Да, у него была невеста, тем не менее он был очень увлечён Матильдой Кшесинской до свадьбы. А после свадьбы — и у нас по фильму — они уже не общались. Они могли видеть друг друга, но никаких взаимоотношений уже не было. Наоборот, после свадьбы он для себя эту историю отрезал. Это факты истории. Какой любовный треугольник? Нет его и у нас.— Алексей Учитель, Российская газета, 13 декабря 2016 года
Режиссёр назвал бесполезной и ненужной дискуссию вокруг «Матильды» до выхода картины на экран.

## Отзывы

### Пресса, критики
Фильм был встречен российской кинокритикой неоднозначно. Сдержанно-положительно его оценили «Российская газета», «Meduza», «GQ» и «Colta»; другие — «Афиша», «Сеанс», «Независимая газета» и «Труд», — определили фильм как средний. Картину разгромили авторы таких изданий, как «Фильм.ру», «The Hollywood Reporter», «Time Out», «Газета.ru». 
Большинство рецензентов считают главным недостатком фильма слабый сценарий. Одни кинокритики, как Борис Иванов, не советуют смотреть фильм тем, кто знаком с историей и кто ценит сюжетную логику и мастерские диалоги; другие, как Антон Долин и Лариса Малюкова, призывают воспринимать фильм как костюмированную мелодраму.
Кинокритик Антон Долин на сайте Meduza высоко оценивает работу актёров, эффектные декорации, тщательную и вдохновенную операторскую работу Юрия Клименко, «заслуживающие отдельной поэмы» костюмы Надежды Васильевой, утверждая, что фильм похож на сказку, атмосферу которой «создаёт не только сюжетный каркас — история любви принца к безродной красавице, но и беспрецедентное художественное решение». Однако, считает он, фильм воспринимали бы как костюмированную мелодраму, не окажись он приурочен к столетию русской революции. Фильм, полагает рецензент, породил «сумасшедший скандал», поскольку нарушил табу молчания вокруг темы, которую кинематографисты не затрагивают:

Все чувствуют, что опасно трогать и красных, и белых, и Ленина, и царя: непременно кого-нибудь оскорбишь. «Матильда» же, вне сомнений, является ярким и определённым высказыванием на тему. Это фильм не отступающий от фактов и всё же выдержанный в жанре альтернативной истории.— Антон Долин
Обозреватель «Новой газеты» кинокритик Лариса Малюкова посчитала, что фильм, «назначенный символом кощунства», на самом деле галантный костюмированный спектакль.
Среди кинематографических параллелей критик называет мелодраму «Королева Кристина» с Гретой Гарбо — о шведской королеве, переодевшейся в мужскую одежду и влюбившейся в испанского посла, и фильмы «Частная жизнь Генриха VIII» Александра Корда и «Поэт и царь» Владимира Гардина и Евгения Червякова. «…Ни одного некрасивого кадра. Любовные сцены — во флёре целомудрия с тюлем и воздушными шарфами». Критик отмечает выразительную сцену беззвучного танца Кшесинской, «язык пластики в фильме вообще убедительней слов. Сценарий и диалоги („Как же она прекрасна!“, „Хороша чертовка!“) не сильная сторона этого кино. Но отличный монтаж отчасти компенсирует эти изъяны». Придирки по части непрописанности некоторых персонажей, герметичности конфликта, обрамлённого жанром костюмной мелодрамы, были бы справедливы в отношении кинематографа большого стиля, подлинной драмы, отсвет которой повлиял бы на историю страны.

«Матильда» же — шкатулка для хранения утекших, почти истлевших красот, прощание со старым миром, с веком, в котором воздушные сильфиды, флоры, авроры, эсмеральды, вопреки приближающимся грозам, немилосердной реальности, устанавливали законы волшебства, преображения и неземного блаженства— Лариса Малюкова
По мнению кинообозревателя Стаса Тыркина («Комсомольская правда»), «Матильда» обладает редким для отечественного кино качеством — убедительностью большого кинематографического зрелища, обеспеченного работой профессионалов — от оператора Юрия Клименко и группы художников-постановщиков до монтажёра Даши Даниловой и звукорежиссёра Кирилла Василенко. Критик рассматривает фильм не как исторический трактат, а как достаточно точно выполненную в своём жанре классическую костюмную мелодраму о конфликте между долгом и чувством. «Коллизия, достойная чопорных британских романов, утоплена, однако, в разливанном море страстей — как и положено в мелодраме».

Богатое историческое кино о частной жизни монархов и членов их семей снимается во всех странах с развитыми кинематографиями. Скажем, о британском короле Эдварде VIII, отказавшемся от трона и женившемся на некоролевских кровей женщине Уоллис Симпсон, был снят не один фильм. Такие романтические сюжеты о желании бросить всё к ногам любви или, наоборот, невозможности это сделать всегда были и будут нарасхват в кино. Даже странно, что «Матильду» сняли только сейчас, а не в более располагающие к лирике времена.— Стас Тыркин
Киновед и кинокритик Валерий Кичин («Российская газета») напоминает, что Сальери на самом деле не травил Моцарта, кардинал Ришельё не интриговал против Людовика XIII, революционные солдаты не карабкались на ворота Зимнего, «искусство постоянно переписывает историю: она всего только толчок для фантазий художника». «Матильда» — классический тип сказки на псевдоисторическом материале, каких в истории искусства множество.
Критик отмечает, что, хотя актёр берлинского театра «Шаубюне» Ларс Айдингер портретно похож на русского императора, но по возрасту на пылкого юношу уже не тянет и «это неизбежно сбивает логику повествования, делая импульсивность более чем взрослого бородатого дяди малопонятной и плохо обоснованной». Великолепны, по мнению критика, Ингеборга Дапкунайте в роли императрицы-матери и Луиза Вольфрам в роли принцессы Алисы Гессен-Дармштадтской, будущей императрицы Александры Фёдоровны. Отмечаются органичная работа Сергея Гармаша в монументальном и трогательном образе Александра III и ювелирная точность скромной роли соперника Ники и будущего супруга Кшесинской великого князя Андрея (Григорий Добрыгин). Вставной, инородной и ненужной видится авантюрно-политическая линия с участием вымышленного графа Воронцова (Данила Козловский). Фильм Учителя далеко не совершенный, но в целом качественный образец кинематографической беллетристики, где исторический факт и вымысел — элементы равно необходимые.

На этот раз кино коснулось болезненных, а потому в сознании масс сакральных точек русской истории: её главному герою суждена была судьба страстотерпца. Вероятно, рана даже спустя век так воспалена, что для российского Дюма ещё не пришло время. И все же я не знаю, что было бы обиднее для памяти последнего русского императора — сотворить из увлечений его юности красивую романтическую сказку или упорно отказывать цесаревичу в праве быть человеком со всем богатством доступных ему человеческих чувств.— Валерий Кичин

### Прочие отзывы

#### Депутаты Государственной думы
28 сентября 2017 года в кинотеатре ГУМа прошёл закрытый показ фильма для членов комитета Госдумы по культуре, к которым присоединились несколько депутатов из других комитетов. Глава комитета Госдумы по культуре режиссёр Станислав Говорухин сообщил, что всем парламентариям, посмотревшим «Матильду», фильм понравился. По словам Говорухина, все его собеседники заявили, что стали относиться к Николаю II «лучше, чем раньше».
Первый заместитель председателя комитета по культуре Елена Драпеко из фракции «Справедливая Россия» высоко оценила фильм и заявила, что стала лучше относиться к Николаю II. Её однопартиец Михаил Емельянов также считает, что фильм «замечательный» и никакого запрета быть не может.
Значительно лучше стал относиться к Николаю II Ярослав Нилов из фракции ЛДПР, который сообщил, что не нашёл, «какой из сюжетов может содержать признаки состава преступления» (то есть нарушения закона о защите религиозных чувств).

#### Деятели искусства
Актриса театра и кино, народная артистка СССР Инна Чурикова после кинопросмотра в сентябре 2017 года высказала мнение, что «„Матильда“ — качественная картина, которая не дискредитирует образ последнего российского императора, не содержит кощунства и даже подчеркивает достоинства императора Николая II — его нравственность, чистоту, способность на глубокое чувство».

#### Представители церкви
Митрополит Волоколамский Иларион (Алфеев) охарактеризовал фильм как «апофеоз пошлости», примером которой выставил его начало: у балерины Матильды Кшесинской во время сценического выступления срывается лифчик и обнажается грудь, а «наследник сидит в царской ложе и сразу же возбужденно привстаёт с кресла». Владыка посмотрел фильм по личному приглашению режиссёра «после того, как фильм уже был, по сути, готов».

#### Массовый зритель
Реакция зрителей на предпремьерном показе во Владивостоке оказалась приятной режиссёру Алексею Учителю. В беседах с журналистами по итогам показа зрители утверждали, что не увидели в картине ничего оскорбительного.

## Общественный конфликт

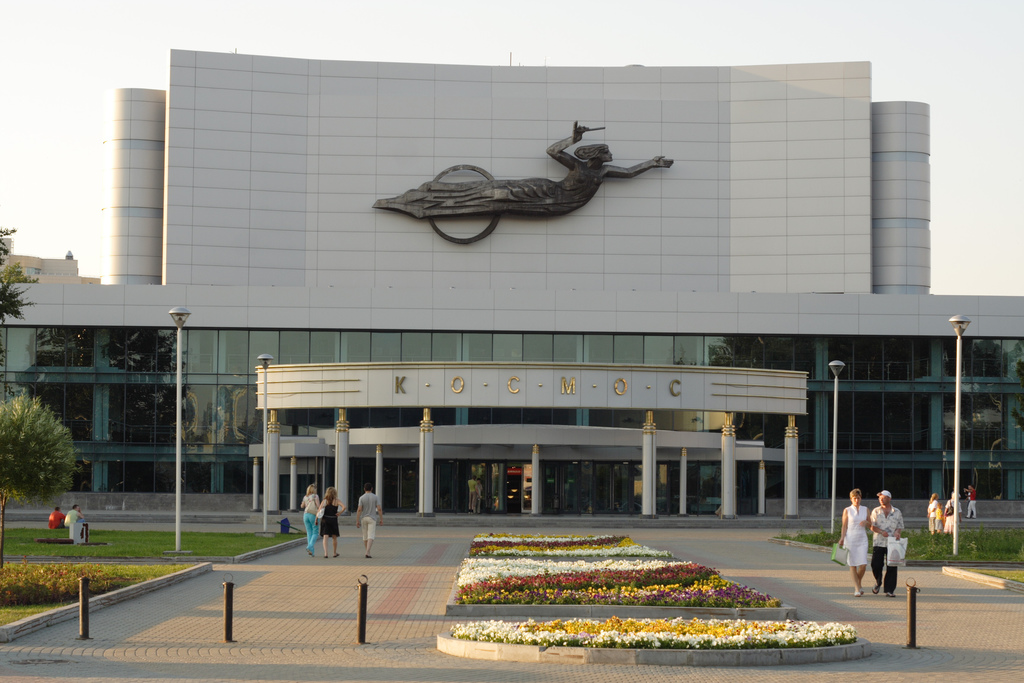
Кинотеатр «Космос» в Екатеринбурге (2007)

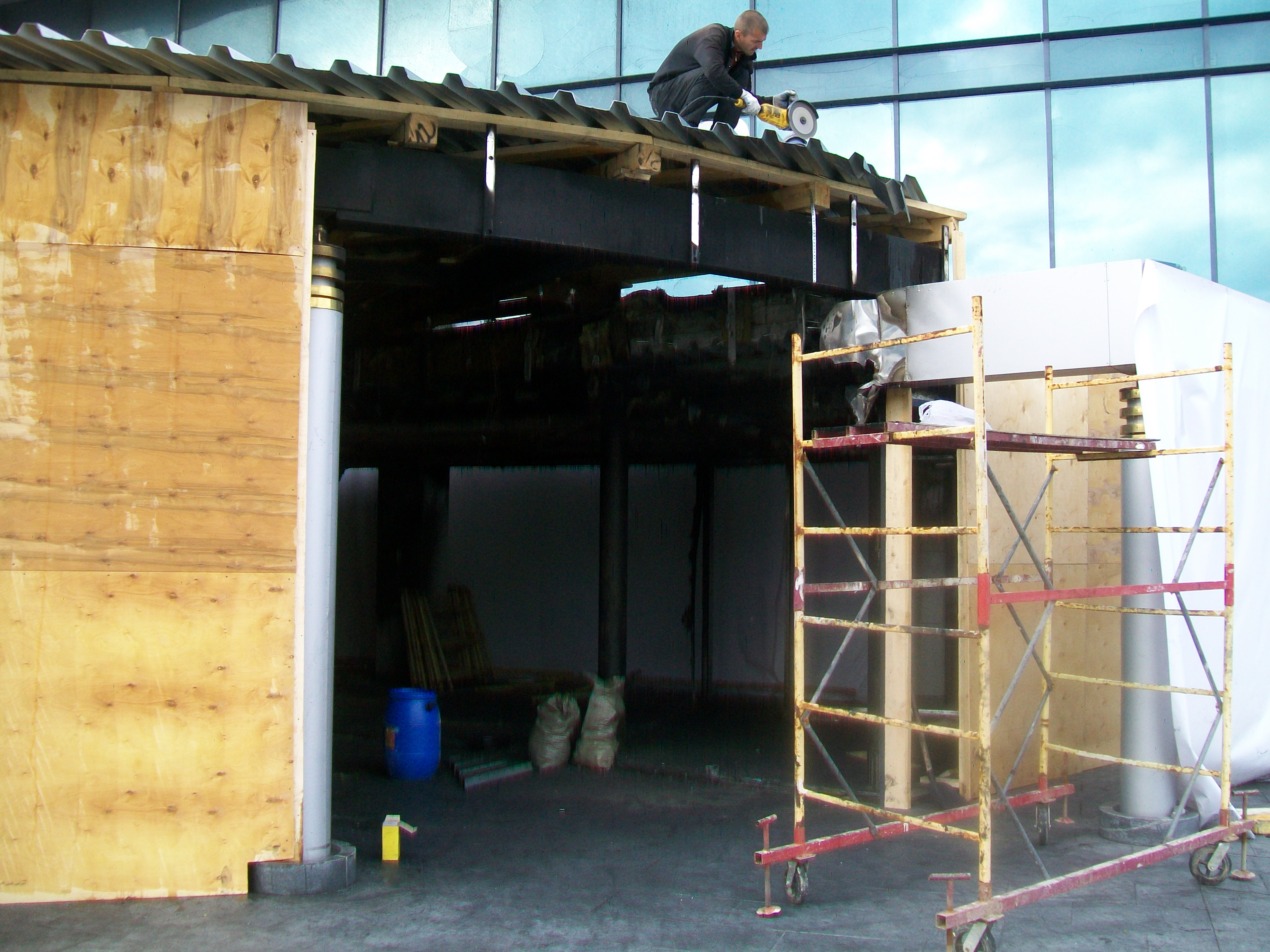
Ремонт входа в «Космос» после поджога (8 сентября 2017 года). Видны обгоревшие конструкции

### Попытки запрета
Планируемый выход фильма стал не только предметом общественной полемики, но и породил попытки добиться его запрета, которые предпринимают отдельные лица и организации (Наталья Поклонская, движения «Царский крест» и «Сорок сороков»).
По данным ВЦИОМ, полученным в ходе всероссийского телефонного опроса 18—19 октября 2017 года, позицию Поклонской разделяют 17 % опрошенных. В то же время 48 % опрошенных отвергают идею запрета, а 35 % — затруднились с ответом.

### Угрозы
На фоне общественной дискуссии малоизвестная незарегистрированная организация под названием «Христианское государство — Святая Русь» разослала угрозы создателям фильма и кинотеатрам. Дмитрий Песков, Наталья Поклонская и Русская Православная Церковь (в лице Вахтанга Кипшидзе) осудили эти действия.

### Поджоги
С фильмом связывают серию поджогов в Москве, Петербурге и Екатеринбурге в августе-сентябре 2017 года.
Во второй половине сентября 2017 года в рамках уголовного дела о поджоге автомобилей в Москве были задержаны несколько человек, в числе которых лидер организации «Христианское государство — Святая Русь» Александр Калинин. В поджоге признались двое задержанных (включая брата лидера организации), которые по решению суда заключены под стражу — первоначально до 11 ноября.
Однако, как заявила 5 октября 2017 года Наталья Поклонская, угрозы от поджигателей по-прежнему продолжают поступать, в связи с чем она призвала бороться с проявлениями экстремизма среди противников фильма.
29 марта 2018 года Хамовнический суд Москвы за поджог автомобилей приговорил Юрия Калинина (брата лидера «Христианского государства» Александра Калинина) и двух его сообщников к двум годам заключения в колонии общего режима.

### «Ложь Матильды»
В июле 2017 года стало известно о том, что режиссёр-кинодокументалист Сергий Алиев намерен снять документальный фильм «Ложь Матильды», который призван «развенчать мифы» вокруг личности Николая II. Фильм должен включать семь историй, посвящённых той или иной теме: отношениям Николая с Кшесинской, его предположительной слабохарактерности, степени обоснованности его прозвища «Кровавый», отречению от престола и другим. Планировалось привлечь нескольких историков, включая Петра Мультатули и Александра Нотина.
Режиссёр принял решение снять свой фильм, чтобы опровергнуть мифы о Николае II, после просмотра трейлера фильма «Матильда».
Фильм появился в интернете в октябре 2017 года под названием «Оболганный государь». Длительность ленты — 45 минут, в ней приняли участие Фёдор Емельяненко, Фёдор Конюхов, Николай Бурляев, Илзе Лиепа, Адам Делимханов и бывший архиепископ Екатеринбургский и Верхотурский Викентий (впоследствии митрополит Ташкентский и Узбекистанский).
Создатели фильма предлагали его для демонстрации нескольким федеральным каналам, но везде получили отказ.

### Комментарии
1. ↑  На самом деле данное событие произошло в 1888 году, за 2 года до знакомства Николая Александровича и Матильды Кшесинской
2. ↑  Alix — немецкая форма имени Алиса, которое носила принцесса Гессен-Дармштадтская
3. ↑  Но интерьерные сцены при этом здесь и далее снимались в Екатерининском дворце Царского Села
4. ↑  На самом деле Александр III умер в своём имении в Ливадии в 1894 году, через 6 лет после крушения поезда
5. ↑  На самом деле между смертью Александра III и коронацией Николая II прошло около 1,5 лет
6. ↑  На самом деле венчание Николая II и принявшей православие Александры Фёдоровны произошло в конце 1894 года, задолго до коронации. При этом обряд венчания был проведён не в Москве, а, по давно сложившейся традиции, в Большой церкви Зимнего дворца в Петербурге.